# Dave Blakey
David Blakey (Newcastle upon Tyne, 22 de agosto de 1929 - Newcastle upon Tyne, 5 de abril de 2014) fue un futbolista británico que jugaba en la demarcación de defensa.

## Biografía
En 1947, y tras ser fichado de las categorías inferiores del Chevington Juniors en junio, Blakey debutó como futbolista con el Chesterfield FC. Jugó durante veinte temporadas en el club, consiguiendo además la plusmarca de 658 partidos jugados en total con el equipo —617 en liga y 41 en copa— y siendo así el jugador con más partidos disputados con la camiseta del club. Finalmente en 1967 se retiró como futbolista.
Falleció el 5 de abril de 2014 en Newcastle upon Tyne a los 84 años de edad.

## Clubes
| Club            | País       | Año         | Partidos | Goles |
| --------------- | ---------- | ----------- | -------- | ----- |
| Chesterfield FC | Inglaterra | 1947 - 1967 | 658      | 20    |